# Devin Vassell
Pour les articles homonymes, voir Vassell.
Devin Anthony Vassell, né le 23 août 2000 à Suwanee dans l'État de Géorgie, est un joueur américain de basket-ball évoluant aux postes d'arrière et ailier.

## Biographie

### Carrière universitaire
Il passe deux saisons à l'université avec les Seminoles de Florida State avant de se présenter à la draft 2020 où il est attendu parmi les vingt premiers choix.

### Carrière professionnelle

#### Spurs de San Antonio (depuis 2020)
Le 18 novembre 2020, il est sélectionné en 11e position par les Spurs de San Antonio.

## Palmarès

### Universitaire
- Second-team All-ACC (2020)

## Statistiques

### Universitaires
Les statistiques de Devin Vassell en matchs universitaires sont les suivantes :
| Saison    | Équipe        | Matchs | Titul. | Min./m | % Tir | % 3pts | % LF | Rbds/m. | Pass/m. | Int/m. | Ctr/m. | Pts/m. |
| --------- | ------------- | ------ | ------ | ------ | ----- | ------ | ---- | ------- | ------- | ------ | ------ | ------ |
| 2018-2019 | Florida State | 33     | 0      | 10,7   | 43,7  | 41,9   | 67,9 | 1,55    | 0,64    | 0,55   | 0,30   | 4,52   |
| 2019-2020 | Florida State | 30     | 30     | 28,7   | 49,0  | 41,5   | 73,8 | 5,07    | 1,63    | 1,40   | 0,97   | 12,67  |
| Total     | Total         | 63     | 30     | 19,3   | 47,5  | 41,7   | 72,0 | 3,22    | 1,11    | 0,95   | 0,62   | 8,40   |

### Professionnelles

#### Saison régulière
| Saison    | Équipe      | Matchs | Titul. | Min./m | % Tir | % 3pts | % LF | Rbds/m. | Pass/m. | Int/m. | Ctr/m. | Pts/m. |
| --------- | ----------- | ------ | ------ | ------ | ----- | ------ | ---- | ------- | ------- | ------ | ------ | ------ |
| 2020-2021 | San Antonio | 62     | 7      | 17,0   | 40,6  | 34,7   | 84,3 | 2,81    | 0,90    | 0,69   | 0,29   | 5,50   |
| 2021-2022 | San Antonio | 71     | 32     | 27,3   | 42,7  | 36,1   | 83,8 | 4,31    | 1,92    | 1,07   | 0,58   | 12,28  |
| 2022-2023 | San Antonio | 38     | 32     | 31,0   | 43,9  | 38,7   | 78,0 | 3,89    | 3,58    | 1,13   | 0,45   | 18,50  |
| 2023-2024 | San Antonio | 68     | 62     | 33,1   | 47,2  | 37,2   | 80,1 | 3,84    | 4,07    | 1,07   | 0,34   | 19,46  |
| Total     | Total       | 239    | 133    | 26,9   | 44,4  | 36,9   | 80,9 | 3,72    | 2,53    | 0,98   | 0,41   | 13,55  |

## Records sur une rencontre en NBA
Les records personnels de Devin Vassell en NBA sont les suivants, :
| Type de statistique        | Saison régulière | Saison régulière          | Saison régulière |
| Type de statistique        | Record           | Adversaire                | Date             |
| -------------------------- | ---------------- | ------------------------- | ---------------- |
| Points                     | 38               | Nets de Brooklyn          | 4 mars 2025      |
| Paniers marqués            | 14               | 2 fois                    | 2 fois           |
| Paniers tentés             | 24               | Suns de Phoenix           | 25 mars 2024     |
| Paniers à 3 points réussis | 8                | Nets de Brooklyn          | 4 mars 2025      |
| Paniers à 3 points tentés  | 13               | Grizzlies de Memphis      | 17 mars 2023     |
| Lancers francs réussis     | 8                | 2 fois                    | 2 fois           |
| Lancers francs tentés      | 11               | Rockets de Houston        | 27 octobre 2023  |
| Rebonds offensifs          | 4                | @ Clippers de Los Angeles | 20 décembre 2021 |
| Rebonds défensifs          | 10               | Clippers de Los Angeles   | 15 janvier 2022  |
| Rebonds totaux             | 11               | 2 fois                    | 2 fois           |
| Passes décisives           | 9                | 3 fois                    | 3 fois           |
| Interceptions              | 4                | 5 fois                    | 5 fois           |
| Contres                    | 3                | 2 fois                    | 2 fois           |
| Balles perdues             | 6                | @ Jazz de l'Utah          | 25 février 2024  |
| Minutes jouées             | 45               | Knicks de New York        | 29 mars 2024     |

- Double-double : 3
- Triple-double : 0

Dernière mise à jour : 11 mars 2025